# 争取重建与民主人民党
争取重建与民主人民党（缩写为PPRD）是刚果（金）的一个社会民主主义政党。2002年3月31日，该党由刚果（金）总统约瑟夫·卡比拉创建。2006年—2019年，该党是执政联盟总统多数派联盟（2006年—2018年）和为了刚果共同阵线（2018年成立，2019年失去执政权）的领导党。